# Talquetamab
Talquetamab ist ein Arzneistoff aus der Gruppe der bispezifischen monoklonalen Antikörper. Unter dem Namen Talvey wurde er im August 2023 in den USA und in der EU zur Behandlung des multiplen Myeloms zugelassen – einer seltenen Krebserkrankung des blutbildenden Systems – wenn es auf andere Behandlungen nicht anspricht.
Das Mittel wird subkutan (in das Unterhautfettgewebe) injiziert.

## Eigenschaften
Talquetamab ist humanisierter und chimärer bispezifischer monoklonaler Antikörper vom Typ IgG4κ/G4λ. Er richtet sich gegen den G-Protein-gekoppelten Rezeptor der Familie C, Gruppe 5, Mitglied D (GPRC5D), der auf Myelomzellen vorkommt, und gegen den CD3-Rezeptor, der sich auf T-Zellen befindet. Die T-Zellen gehören zum Immunsystem und sind für die Zerstörung abnormaler Zellen verantwortlich. Talquetamab bringt die T-Zellen in Kontakt mit Myelomzellen, was bewirkt, dass sie abgetötet werden.
Talquetamab wird in Ovarialzellen des chinesischen Hamsters (CHO-Zellen) durch rekombinante DNA-Technologie hergestellt und hat eine molare Masse von 147,2 kDa. Die Proteinkomponente von Talquetamab ist mit fucosylierten komplexen bi-antennären Glykanen glykosyliert. Die durch die Mutationen S228P, F234A, L235A in der schweren Kette erzeugte Struktur (PAA scaffold, „Prolin-Alanin-Alanin-Gerüst“) reduziert die Bindung an Fc-Rezeptoren, wodurch unerwünschte Wirkungen gemindert werden.

## Anwendungsgebiet
Talquetamab ist in der EU seit August 2023 bedingt zugelassen (Zulassungsinhaber: Janssen-Cilag) zur Monotherapie erwachsener Patienten mit rezidiviertem und refraktärem multiplem Myelom in der Viertlinientherpapie. Die Patienten müssen zuvor mindestens drei Therapien erhalten haben, die nicht gewirkt haben (darunter einen immunmodulatorischen Wirkstoff, einen Proteasom-Inhibitor und einen Anti-CD38-Antikörper) und während der letzten Therapie muss sich die Krankheit verschlimmert haben.
In der USA erteilte die amerikanische Zulassungsbehörde FDA im August 2023 die Zulassung (Inhaber: Janssen Biotech) für die Fünftlinientherapie. Die Behandlung ist nur im Rahmen des FDA-REMS(Risikobewertungs- und Risikominderungsstrategie)-Programms zulässig.

## Nebenwirkungen
Zu den schwerwiegenden möglichen Nebenwirkungen gehören ein Immuneffektorzell-assoziierten Neurotoxizitätssyndrom (ICANS), das mit Verwirrtheit, Wahrnehmungsstörungen, Orientierungslosigkeit, Schläfrigkeit, Lethargie und einem verlangsamten Denken einhergehen kann. Auch besteht ein Risiko für das Auftreten eines Zytokin-Freisetzungssyndroms (CRS).
Sehr häufige Nebenwirkungen in den Studien waren ferner Geschmacksstörungen, Hypogammaglobulinämie, Nagelerkrankungen, Muskel- und Skelettschmerzen, Anämie und Hauterkrankungen.

## Klinische Prüfung
Die Zulassung basiert auf der einarmigen, offenen Studie MonumenTAL-1 mit 339 Patienten mit rezidiviertem oder refraktärem multiplen Myelom, die bereits mindestens dreifach vorbehandelt waren. Zur Beurteilung der Wirksamkeit wurden nur Patienten ausgewertet, die zuvor keine T-Zell-Redirektionstherapie erhalten hatten. 143 Patienten erhielten Talquetamab wöchentlich und 145 Patienten eine doppelte Menge alle zwei Wochen.
In der Gruppe mit wöchentlichem Dosierungsintervall sprachen 74 % auf die Therapie an (stringente komplette Remission 24 %, komplette Remission 10 %, sehr gutes partielles Ansprechen 26 %, partielles Ansprechen 15 %). Die Dauer des Ansprechens (DOR) betrug 9,5 Monate (Median). In der Gruppe mit zweiwöchentlichem Dosierungsintervall sprachen 72 % auf die Therapie an (stringente komplette Remission 30 %, komplette Remission 9 %, sehr gutes partielles Ansprechen 22 %, partielles Ansprechen 11 %). Die DOR konnte nach 12,7 Monaten Beobachtungsdauer noch nicht angegeben werden.